# Кванхідатлі
42°39′17″ пн. ш. 46°15′36″ сх. д. / 42.654722222222° пн. ш. 46.26° сх. д.
Кванхідатлі (ав. Кванхидалъ) — село в Ботліхському районі Дагестану, Російська Федерація.

## Говорять наандійській мові
Село знаходиться на лівому березі річки Андійське Койсу за 4 км на схід від села Ботліх. 

## Добування солі
За досвідом горян, кванхідатлінська сіль особливо гарна для приготування ковбас та сушеного м'яса. Крім кулінарії її використовують і для вироблення шкір. Після революції збільшилося промислове виробництво дешевої харчової солі. Тоді ж кванхідатлінці практично перестали добувати сіль по-старому.